# Батур (озеро)
Бату́р (балийск. Danau Batur) — кратерное озеро, расположенное на индонезийском острове Бали. Находится на территории района Кинтамани округа Бангли провинции Бали. Площадь водного зеркала составляет, по разным данным, 16,07 км² или 16,05 км². Длина береговой линии — 21 км, размеры озера — 7,5 на 2,8 км. Высота над уровнем моря, по разным данным, 1031, 1050 или 1080 м. Объём воды — 815,6 млн м³. Площадь водосборного бассейна — 105,35 км².
Озеро находится внутри кальдеры действующего вулкана Гунунг-Батур, относящегося к области тихоокеанского вулканического огненного кольца, последнее извержение, которого происходило в 2000 году. Максимальная глубина озера составляет 88 метров. Озеро играет важную роль в сельском хозяйстве и снабжении пресной водой близлежащих районов.
В озере разводят нильскую тиляпию. По берегам озера проходит популярный туристический маршрут восхождения на гору Батур, которое занимает около двух часов. Из-за активного туризма и рыболовства озеро постепенно мелеет и загрязняется, хотя власти и местные жители пытаются поддерживать его чистоту.
Рядом с озером находятся термальные источники Тоя-Бунка, где туристы принимают термальные ванны из воды, нагретой вулканической активностью. Вода из этих источников также поступает в озеро.
Гора и озеро Батур являются священными для балийцев. На берегу озера находится храм Пура Улун Дану Батур, посвященный богине воды Деви Дану.